# Phyllophaga angulicollis
Phyllophaga angulicollis är en skalbaggsart som beskrevs av Bates 1888. Phyllophaga angulicollis ingår i släktet Phyllophaga och familjen Melolonthidae. Inga underarter finns listade i Catalogue of Life.